# هيستون اند ايمبينغتون (كامبريدجشير)
هيستون اند ايمبينغتون (بالإنجليزية: Histon and Impington)‏ هي قرية تقع في المملكة المتحدة في كامبريدجشير. يقدر عدد سكانها بـ 4,520 نسمة .

## أعلام
- ديفيد بيكر